# 潛水球
潛水球（英語：Bathysphere）是一種內部有加壓的潛水艙。這種載具具有厚壁以抵抗水壓，以使艙內壓力不被水壓改變。
潛水球的造型為球形殼體，並由母船以纜線垂降至深海，但不似深海潛水艇具有可驅動本身之能力。
首個潛水球由威廉·毕比與工程師奧蒂斯·巴頓製造於1930年；此後，他們使用潛水球在百慕達沿岸進行多次深潛並連續創下世界紀錄。

## 相關
- 潛水鐘
- 深海潛水器